# Tombe de la Fleur de Lotus
La  Tombe de la Fleur de Lotus  (Tomba del Fiore di Loto en italien) est l'une des tombes peintes étrusques, datée du VIe siècle av. J.-C., de la  nécropole de Monterozzi, proche de la ville de Tarquinia. 

## Histoire
La tombe a été découverte en 1962 et prend son nom du décor de la fleur de lotus représentée renversée au centre du fronton de la paroi du fond.

## Description
La tombe à hypogée accessible par un dromos, est à une unique chambre rectangulaire de type a camera (à plafond à deux pentes et poutre centrale simulée). Les deux côtés de la voûte sont décorés avec des petites fleurs à quatre pétales. Une grande frise parcourt tout le périmètre de la pièce, délimitant le plafond des fresques murales (disparues). Sur le fronton de la paroi du fond de chaque côté du columen, un lion et une panthère séparés par une fleur de lotus renversée se font face. Le même motif, très dégradé, est représenté sur la paroi opposée où se situe l'entrée.

## Sources
- Voir lien externe